# Montrond-le-Château
Montrond-le-Château ist eine französische Gemeinde mit 559 Einwohnern (Stand: 1. Januar 2022) im Département Doubs in der Region Bourgogne-Franche-Comté.

## Geographie
Montrond-le-Château liegt auf 456 m, etwa elf Kilometer südlich der Stadt Besançon (Luftlinie). Das Dorf erstreckt sich im Jura, auf dem ersten Plateau zwischen der Jura-Randkette im Norden und der Höhe von Malbrans im Süden, am Westfuß des Hügels von Montrond.
Die Fläche des 10,90 km² großen Gemeindegebiets umfasst einen Abschnitt der Schichtstufenlandschaft des westlichen französischen Juras. Der Hauptteil des Gebietes wird vom Plateau von Montrond eingenommen, das durchschnittlich auf 450 m liegt. Es ist teils von Acker- und Wiesland, teils von Wald (insbesondere der Grand Bois im Norden) bestanden. Das gesamte Plateau besitzt keine oberirdischen Fließgewässer, weil das Niederschlagswasser im verkarsteten Untergrund versickert. Inmitten dieses Plateaus erhebt sich der Hügel von Montrond, der einen Zeugenberg der nächsthöheren Schichtstufe darstellt. Mit 527 m bildet er die höchste Erhebung von Montrond-le-Château. Ganz im Süden erstreckt sich das Gemeindeareal über eine Geländestufe auf die Hochfläche von Malbrans (bis 520 m).
Nachbarorte von Montrond-le-Château sind Arguel und Fontain im Norden, Les Monts-Ronds im Osten, Malbrans und Scey-Maisières im Süden sowie Épeugney im Westen.

## Geschichte
Das Gemeindegebiet von Montrond war schon während der gallorömischen Zeit und der Merowingerzeit besiedelt. Erstmals urkundlich erwähnt wird das Dorf um die Mitte des 12. Jahrhunderts unter dem Namen Mons ratundus (vom lateinischen Mons rotundus in der Bedeutung von runder Berg/Hügel). Im Lauf der Zeit wandelte sich die Schreibweise über Montron (1233) und Montront (1480) zum heutigen Montrond, das seit dem 17. Jahrhundert belegt ist.
Die Anfänge von Montrond gehen vermutlich auf das 11. oder 12. Jahrhundert zurück, als das Gebiet von der Herrschaft Scey abgetrennt und zur eigenen Herrschaft erhoben wurde. Nach dem Bau der mittelalterlichen Burg auf dem Montrond im Jahr 1231 etablierte sich die Herrschaft in der Region. Im Jahr 1674 wurde das Schloss von Truppen des Königs Ludwig XIV. besetzt und in der Folge abgerissen. Zusammen mit der Franche-Comté gelangte Montrond mit dem Frieden von Nimwegen 1678 definitiv an Frankreich. Um eine Verwechslung mit anderen Gemeinden des gleichen Namens zu vermeiden, wurde Montrond 1923 offiziell in Montrond-le-Château umbenannt.

## Sehenswürdigkeiten
Die Dorfkirche Saint-Georges wurde 1863 errichtet. Von der mittelalterlichen Burg aus dem 13. Jahrhundert auf dem Hügel Montrond sind Ruinen erhalten. Der Ortskern ist geprägt durch zahlreiche Bauernhäuser im charakteristischen Stil der Franche-Comté aus dem 17. bis 19. Jahrhundert.

## Bevölkerung
Mit 559 Einwohnern (Stand 1. Januar 2022) gehört Montrond-le-Château zu den kleinen Gemeinden des Départements Doubs. Nachdem die Einwohnerzahl in der ersten Hälfte des 20. Jahrhunderts leicht rückläufig war (1886 wurden noch 364 Personen gezählt), wurde seit Beginn der 1980er Jahre wieder ein markantes Bevölkerungswachstum verzeichnet.
| Jahr                       | 1962 | 1968 | 1975 | 1982 | 1990 | 1999 | 2009 | 2016 |
| -------------------------- | ---- | ---- | ---- | ---- | ---- | ---- | ---- | ---- |
| Einwohner                  | 296  | 310  | 279  | 320  | 393  | 470  | 560  | 562  |
| Quellen: Cassini und INSEE |      |      |      |      |      |      |      |      |

## Wirtschaft und Infrastruktur
Montrond-le-Château war bis weit ins 20. Jahrhundert hinein ein durch die Landwirtschaft (Ackerbau, Obstbau und Viehzucht) und die Forstwirtschaft geprägtes Dorf. Heute gibt es einige Betriebe des Kleingewerbes, darunter in den Branchen Holzverarbeitung und Baugewerbe. Mittlerweile hat sich das Dorf auch zu einer Wohngemeinde gewandelt. Viele Erwerbstätige sind Wegpendler, die in den größeren Ortschaften der Umgebung ihrer Arbeit nachgehen.
Die Ortschaft liegt abseits der größeren Durchgangsstraßen an einer Departementsstraße, die von Épeugney nach Tarcenay führt. Eine weitere Straßenverbindung besteht mit Malbrans.